# Joachim von Spreckelsen
Joachim von Spreckelsen (* 19. März 1636 in Hamburg; † 27. Juli 1707 ebenda) war ein Hamburger Oberalter, Ratsherr und Amtmann in Ritzebüttel.

## Herkunft und Familie
Spreckelsen war ein Sohn von Erich von Spreckelsen und Enkel des Oberalten im Kirchspiel Sankt Nikolai Vincent von Spreckelsen († 1609).
Er war mit Elisabeth Langenbeck, Tochter des Oberalten im Kirchspiel Sankt Nikolai und Hamburger Ratsherrn Garleff Langenbeck (1597–1662), verheiratet.

## Leben und Wirken
Nach seiner Schulbildung hielt sich Spreckelsen acht Jahre lang in Holland auf, bevor er eine Reise durch Deutschland, Frankreich und England machte und dann nach Hamburg zurückkehrte. Hier wurde er am 27. August 1662 an die Viehaccise, am 21. September 1664 an die Weinaccise und am 31. Oktober 1666 an die Bieraccise gewählt. Im Jahr 1669 wurde er bürgerlicher Richter am Hamburger Niedergericht und am 28. Oktober 1671 zum Kriegskommissar gewählt. Am 23. Juli 1675 wurde er erneut an die Weinaccise gewählt.
Am 1. Mai 1682 wurde Spreckelsen zum Oberalten im Kirchspiel Sankt Katharinen für den verstorbenen Zacharias Sökelandt († 1682) gewählt. Als Oberalter verwaltete Spreckelsen 1684 die Grabengeld-Steuer und wurde 1687 Präses des Kollegiums der Oberalten.
Im Jahr 1692 wurde er Hamburger Ratsherr, als solcher 1696 Prätor und später Landherr. Von 1700 bis 1706 war er als Amtmann im zu Hamburg gehörenden Amt Ritzebüttel tätig.